# لويس ماكجي
لويس ماكجي (بالإنجليزية: Lewis McGee)‏ هو ضابط أسترالي، ولد في 13 مايو 1888 في Campbell Town, Tasmania ‏ في أستراليا، وتوفي في 12 أكتوبر 1917 في باسيندالي في بلجيكا.